# Vincent Treu
Vincent Treu es un escultor francés, nacido el 25 de febrero de 1965 en Sissonne.

## Datos biográficos
Vincent Treu nació en la localidad de Sissonne en la región de Isla de Francia el 15 de febrero de 1965, hace 60 años.
Estudió en la capital francesa, París, siendo alumno de la  Universidad de París 8.
Vincent Treu es el autor de esculturas monumentales, realizadas con tubos metálicos soldados, en ocasiones curvados.

## Exposiciones
- 1992 : parque del ayuntamiento de , Bourbonne-les-Bains, Francia
- 1994 : parque de la prefectura, Troyes, Francia
- 1995 : parque del château Alnot, Trith-Saint-Léger, Francia
- 1997 : museo Rimbaud, Charleville-Mézières, Francia
- 1997 : escuela superior de artes aplicadas, Troyes, Francia
- 1998 : AFPA, Rethel, Francia
- 1999 : escuela superior de artes aplicadas, Troyes, Francia
- 2000 : biblioteca municipal, Rethel, Francia
- 2001 : foro europeo de arte contemporáneo, Metz, Francia
- 2001 : foro de arte contemporáneo, Nancy, Francia
- 2002 : fundación Henri-Lannoye, Bornem, Bélgica
- 2004 : galería Vedovi, Bruselas, Bélgica
- 2010 : esplanade de La Défense, Francia

## Proyecto del Arco de Triunfo de la Estrella
Una de las obras con mayor repercusión mediática de Treu es un proyecto de intervención artística sobre el Arco de Triunfo de París. El proyecto consiste en enmarcar la estructura el arco con los tubos que habitualmente utiliza en sus esculturas. Se completa la intervención mediante la proyección en el arco de las banderas individuales de diferentes países y de una composición con varias banderas. existen modelos a escala del proyecto.

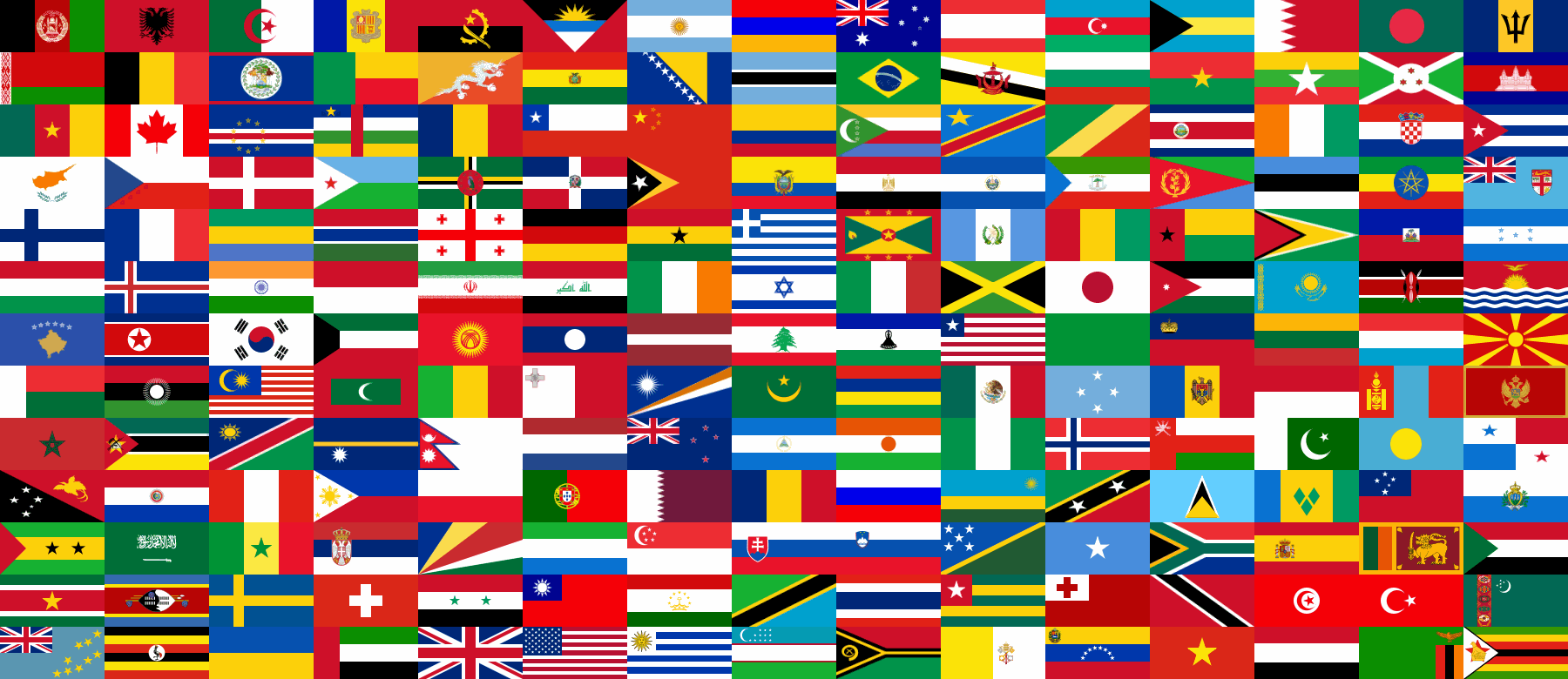